# Not Bound
Not Bound ist ein Jazzalbum von Matthew Shipp. Die am 14. Juni 2016 in den Park West Studios, Brooklyn, entstandenen Aufnahmen erschienen Ende 2017 auf dem polnischen Label For Tune.

## Hintergrund
Seit Mitte der 1980er-Jahre hat der Holzbläser Daniel Carter mit Matthew Shipp zusammengearbeitet, 1997 im um den Pianisten erweiterten Ensemble Other Dimensions in Music (Time is of the Essence is Beyond Time) und bei Shipps Album Strata.  Auf Not Bound begleiten der Pianist und seine langjährigen Kollegen Michael Bisio am Bass und Whit Dickey am Schlagzeug den Multiinstrumentalisten Daniel Carter bei einer Reihe von spontanen Kompositionen.

## Titelliste
- Matthew Shipp Quartet: Not Bound (For Tune 0124 080)[4]
  1. Soul Secrets – 10:14
  2. Is – 11:26
  3. Not Bound – 11:34
  4. Totality – 16:13
  5. This Coda – 8:18
- Alle Kompositionen stammen von Matthew Shipp.

## Rezeption
Nach Ansicht von Don Phipps, der das Album in All About Jazz rezensierte und mit 4½ (von fünf) Sternen auszeichnete, könne man nur hoffen, dass diese Aufnahme nur der Startpunkt „für dieses Quartett ist. Die vier hochbegabten Musiker sorgen für mitreißende Musik. Sie hören einander aufmerksam zu und folgen oder führen, je nach Bedarf.“ Die gespielte Musik sei dicht, komplex, dabei lyrisch und harmonisch. Sie sei herausfordernd, aber niemals übermächtig. Im Laufe der Jahre sei Matthew Shipp seiner Vision treu geblieben, resümiert der Autor. „Keine Kompromisse. Nur erstklassige Kompositionen mit starken Improvisationsexpeditionen.“ Not Bound sei ein musterhaftes Beispiel.